# Dorothea Waley Singer
Dorothea Waley Singer (née Cohen en 1882 et morte en 1964) est une historienne des sciences et de la médecine britannique.

## Biographie
Dorothea Waley Cohen est née le 17 décembre 1882. Fille de Nathaniel Louis Cohen, courtier, et de Julia M. Waley, Son grand-père du côté maternel est le jurisconsulte et économiste Jacob Waley, frère de l'industriel et leader de la communauté juive britannique, Sir Robert Waley Cohen. Dorothea Waley Cohen étudie les arts au Queens' College, à Londres, avant d'épouser Charles Singer en 1910. Celui-ci trouve du travail en tant que pathologiste à l'hôpital et le couple adopte deux enfants, Andrew Waley Singer et Nancy Waley Singer. Nancy épousera Edgar Ashworth Underod, directeur du Wellcome Institute for the History of Medicine. 
Les Singers résident à Londres jusqu'en 1914, date à laquelle ils déménagent à Oxford, alors que Charles commence à travailler avec Sir William Osler sur l'histoire de la médecine. Les premiers articles de Singer, écrits entre 1913 et 1927, sont co-écrits avec son mari, et portent principalement sur la peste. En parallèle, Dorothea Waley se lance dans un projet de recherche ambitieux : identifier et classer tous les manuscrits traitant de science et de médecine dans les îles Britanniques avant le XVIe siècle ; elle en avait trouvé plus de 30 000 à la fin de 1918. 
Le premier volume du catalogue de manuscrits alchimiques de Singer, qui se concentrait principalement sur les manuscrits grecs, est publié en 1924 par l'Union académique internationale. Trois autres volumes sont publiés dans les années suivantes, jusqu'en 1931, traitant des manuscrits latins et vernaculaires. Le calendrier complet des manuscrits est maintenant stocké à la British Library sous le nom de Singer Collection. Avec son mari, elle reçut la médaille George Sarton en 1956.

## Œuvres (sélection)
- Catalogue of latin and vernacular alchemical manuscripts in Great Britain and Ireland dating from before the XVI century. Assistée par Annie Anderson. Bruxelles, Lamertin, 1928.
- Giordano Bruno: his life and thought. With annotated translation of his work – On the infinite universe and worlds. New York, Henry Schuman, 1950
- Margrieta Beer, 1871-1951: a memoir. Manchester University Press, 1955.
- Selections from the Work of Ambroise Paré : with short biography and notes. London, Medical Classics Series, 1924